# 桃園護國宮
桃園護國宮，是桃園市桃園區國際路一段401巷的一座廟宇。該宮舊址位於桃園市民安路，其後遷至此地。主祀「中壇元帥哪吒三太子爺公」。

## 建廟歷程
民國81年遷廟到現址、興建臨時大殿。護國宮現今建地3500坪，以座東朝西的方位興建。民國95年農曆四月初八，正好是『太子爺公蓮花化身顯聖紀念日』舉行動土開工儀式。民國98年舉行大廟上樑大典。
民國99年農曆11月13日由法道心師父開廟門，舉辦遷火入廟儀式。近百尊神佛由600多位善男信女吃素3天，以接力方式恭請神尊入新廟，代表延壽、納福、除穢之意義。

## 祀神
- 大殿：中壇元帥、巡案太子[4]。

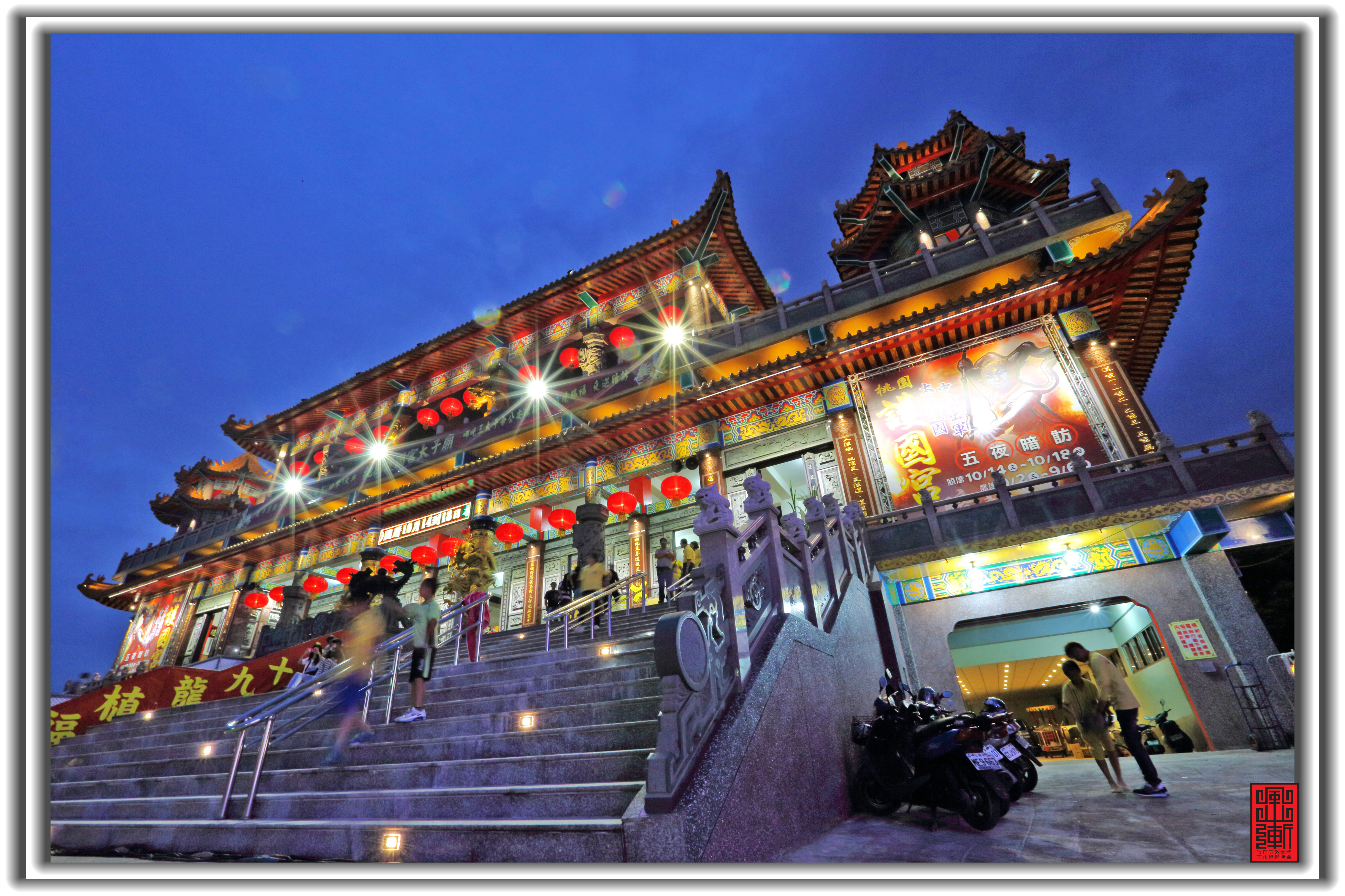
桃園護國宮太子廟。

- 註生娘娘殿：註生娘娘、保生大帝、許遜、孫思邈
- 月下星君殿：月下老人。
- 五路財神殿：東路財神、南路財神、西路財神、北路財神、中路財神。
- 五方福德殿：東方福德正神、南方福德正神、西方福德正神、北方福德正神、中方福德正神。
- 太歲殿：太歲星君。
- 王母娘娘殿：王母娘娘。
- 辦事殿：中壇元帥。
- 虎爺將軍殿：虎爺將軍、金虎爺將軍。

## 太子遊樂園
護國宮在每年農曆大年初一到初五舉辦全台唯一「太子遊樂園」。民眾攜帶小孩到護國宮新春參拜時，可讓小孩免費體驗旋轉木馬、旋轉鞦韆、海盜船、熱氣球、地震屋、大型充氣氣墊屋、釣鴨子池、投籃機等遊樂設施，讓大朋友、小朋友放鬆身心，這是宗教信仰的轉換，讓信仰生活化，並結合文創產業，也是寺廟文化未來發展的新方向。

## 先鋒聖典蟠龍宴
護國宮在每年農曆四月初六至初八日舉辦《先鋒盛典蟠龍宴 》歡喜迎太子 · 坐客聚神威，敬邀各宮廟及善信大德府上有供奉『中壇元帥哪吒三太子公』一同來到桃園護國宮太子廟參與，恭請至本宮作客，共享萬年香火，同沾神恩聖德。
三日蟠龍大宴各有不同主題
《首日大宴 :《戰神臨蓬萊》》
《翌日大宴 :《鳳凰鳴岐山》》
《佳辰大宴 :《蓮花顯金身》》

## 太子忠孝文化季

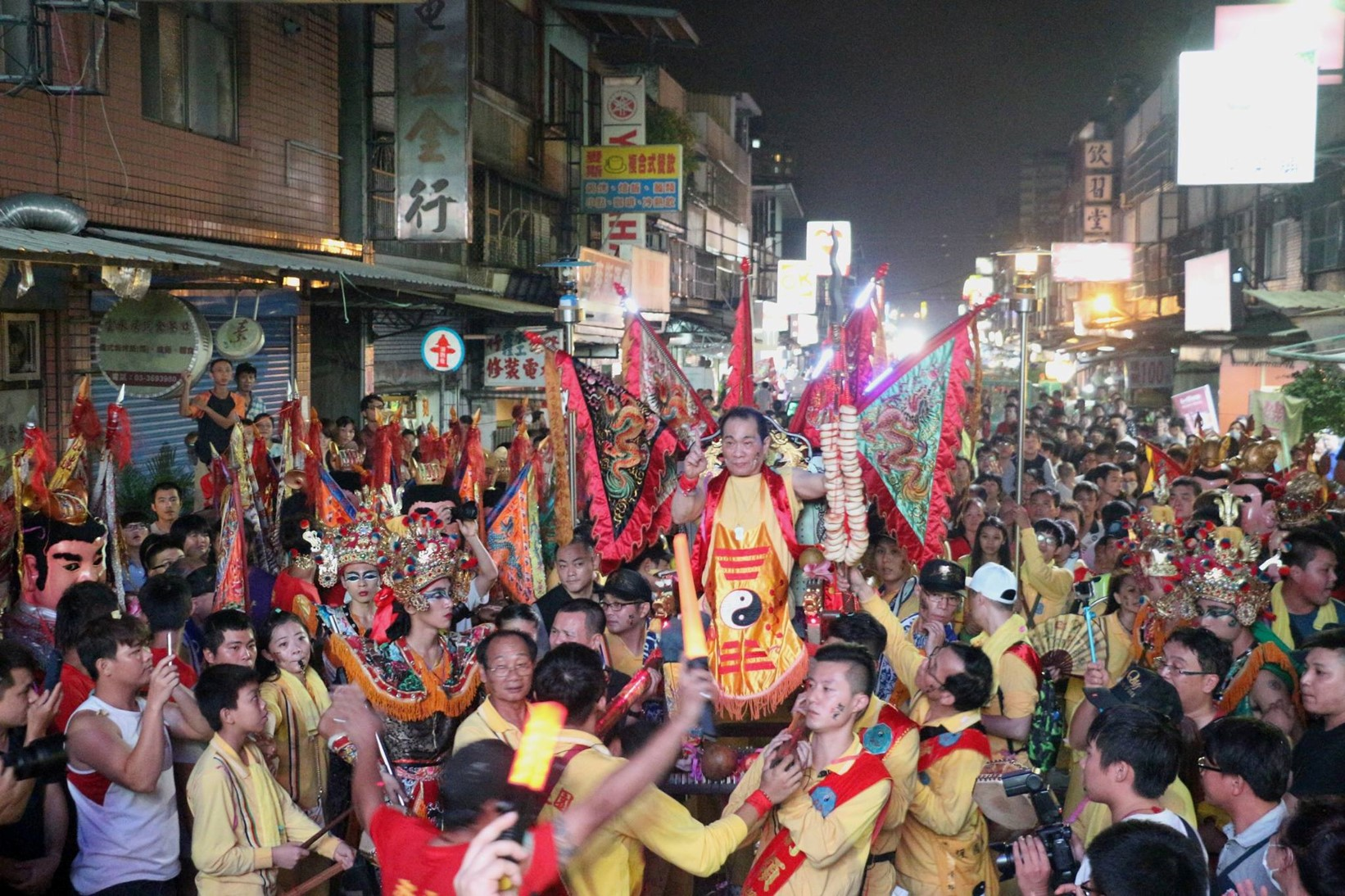
夜巡暗訪行經桃園高城社區盛況。

有別於一般宮廟神明白天出巡，護國宮太子爺是「夜巡暗訪」。自2014年起，廟方於每年秋季舉辦「太子忠孝文化季」節慶活動，護國宮太子爺神像一連數天夜巡桃園區、中壢區及八德區等鄰近地區，並駐駕相關宮廟。

## 外部連結
- 桃園護國宮官方網站 （页面存档备份，存于）
- 桃園護國宮官方Facebook臉書專頁
- 桃園護國宮官方Youtube （页面存档备份，存于）